# Pusztacsalád
Pusztacsalád é um município da Hungria, situado no condado de Győr-Moson-Sopron. Tem 24,06 km² de área e sua população em 2015 foi estimada em 263 habitantes.